# Barran
Barran település Franciaországban, Gers megyében. Lakosainak száma 673 fő (2022. január 1.). Barran Auch, Biran, Le Brouilh-Monbert, L’Isle-de-Noé, Lasséran, Mirannes, Ordan-Larroque és Saint-Jean-le-Comtal községekkel határos.

## Népesség
A település népességének változása:
| Lakosok száma | 801  | 653  | 618  | 712  | 666  | 684  | 673  | 664  | 664  | 673  |
|               | 1968 | 1982 | 1990 | 2006 | 2013 | 2015 | 2017 | 2019 | 2020 | 2022 |